# Учкулево
Учкулево — деревня в Альменевском районе Курганской области России. Входит в состав Малышевского сельсовета.

## История
Ичкинские татары являются наиболее ранними коренными жителями Зауралья. В том числе, сюда переселились татары после падения Казанского ханства (1551—1556 гг.). Дойдя до одного из притоков реки Исеть, они решили основать здесь свое поселение. Этот населённый пункт и приток реки они называли «Эцкен» (Ичкин) —  внутренний. Это были владения Сибирского ханства.
После завоевания Сибири, Царь создал казачество ичкинцев под названием «ичкинские татары — беломестные казаки». Новоиспеченное казачество обязано было охранять свою часть российских границ от набегов кочевых племен.
В 1586 году двенадцать родов переселились на территорию современного Альменевского района, которая впоследствии стала Ичкинской волостью. Среди переселенцев были Тынкачевы, Байбулатовы, Анваровы, Асановы, Уразметовы, Исакаевы, Кампачевы, Юмаевы, Мансуровы, Алферовы, Барашевы, Барамыковы.. Они жили в трех деревнях (Билькау (Бельково), Учкулево (Трехозерная) и Бишняк (Вишняково)) и считались беломестными казаками.
В 1720 году большая часть жителей переселилась на восточный берег озера Альменьколь, и основало там станицу Альман (Ельменкуль, Альменево). К востоку от Альменево были древние могилы кочевников. Из-за них русские называли Альменево деревней Могильная. Семь семей переселились к небольшому безымянному озеру на северо-западном участке земли ичкинцев и образовали станицу Туз-аул (Тузово). Также в 1740 году образовалась деревня Иванкау (Иванково), несколько семей из Учкулево стали основателями этой деревни.
К середине XVIII века часть земельных владений ичкинцев в результате колонизации края была отторгнута, что вызвало недовольство населения. В 1767 году сотники Ичкинской волости Исетской провинции Ибрагим Тынкачёв и Мансур сын Субханкулу с наказом от ичкинских татар поехали в Москву для участия в уложенной комиссии Екатерины II, которая созывалась для разработки нового свода законов Российской империи. Из наказов видно, что они просили, чтобы земли ичкинские не трогали, но не были услышаны. Отторжение ичкинских земель явилось одной из причин их участия в крестьянской войне под предводительством Пугачёва.
Исетская провинция была упразднена в 1781 г. С этого времени указанные территории подчинялись в административном отношении Оренбургской области Уфимского наместничества. С 1804 года Альменево являлось центром Ичкинской волости Челябинского уезда Оренбургской губернии и было известно своим медресе, где в начале XX века обучалось до 500 шакирдов (студентов).
В 1812 году Ичкинские татары в составе Мещаро-Башкирского войска участвовали в войне с Наполеоном и дошли до Парижа.
В начале лета 1918 года была установлена белогвардейская власть (26 мая белочехи захватили г. Челябинск, 4 июня — станцию Шумиха).
15 июля 1919 года на Восточном фронте против Колчака 1-й Симбирский рабочий полк у д. Парамоново вел ожесточенный бой с белоказаками. Бой длился 20 часов и закончился разгромом белых. В бою погиб командир полка Космовский и его помощник Фокин.
До 1917 года входила в состав Ичкинской волости Челябинского уезда Оренбургской губернии. По данным на 1926 год состояла из 255 хозяйств. В административном отношении входила в состав Иванковского сельсовета Катайского района Челябинского округа Уральской области.
После освобождения от белых в 1919 году был образован Яланский кантон Автономной Башкирской Советской Республики с центром в с. Танрыкулово (с 7 марта 1922 — в д. Парамоново).
Постановлением ЦИК СССР 3 ноября 1923 года была образована Уральская область. Центром Катайского района стало с. Альменево. 20 апреля 1930 года ВЦИК и СНК приняли постановление — ликвидировать Яланский и Катайский районы, образовать на их территории один объединённый район — Ялано-Катайский с центром с. Сафакулево.
В 1933 году организована Альменевская МТС. Район деятельности Альменевской МТС: колхозы Альменевского, Табайлинского, Шариповского, Иванковского, Тузовского, Учкулевского, Штановского сельсоветов общеземельной территории в 31612 га, из них пахотоспособных земель — 31612 и естественных сенокосов 2907 га.
17 декабря 1940 года вышел Указ Президиума Верховного Совета РСФСР № 616/188 о разделении Ялано-Катайского района Челябинской области на Альменевский и Сафакулевский районы. 
Указом Президиума Верховного Совета СССР от 6 февраля 1943 года была образована Курганская область. В её состав вошли 32 района, 2 города областного подчинения — Курган и Шадринск, 3 рабочих посёлка и 1784 населённых пункта. 
Через год — 14 августа 1944 года — Указом Верховного Совета СССР была создана Тюменская область, которой из состава Курганской области были переданы Армизонский, Бердюжский, Исетский и Упоровский районы.
1 февраля 1963 года Альменевский район был упразднён, Альменевский сельсовет включен в Целинный сельский район, а с 3 марта 1964 года — в Шумихинский сельский район. 12 января 1965 года вновь образован Альменевский район.

## Культура, религия
Деревня Учкулево входила в число самых больших в волости, в ней проживало более 1500 человек, было 7 улиц, 3 мельницы, 2 магагзина, мечеть-медресе, в которой получали религиозное и светское образование все жители. 
Деревня расположена между трёх озёр: Чой, Сулекле, Ялангач. Среди них самое большое озеро Чой, что означает по сибирски озеро с камышами, Сулекле - озеро пиявок - указывает на то, что в озере много лечебных пиявок, Ялангач (голое) - озеро без камышей, в котором было очень много рыбы. В каждой семье была лодка. Среди других деревень Учкулево выделяется своей старательностью, единством и религиозностью. 
На месте старой мечети построена новая, с двумя минаретами, откуда каждый день 5 раз звучит азан, призывающий на молитву, совершаются намазы и проводятся обряды, под руководством имама Шакирова Рустама хаджи.
Рядом с мечетью расположена старинная татарская усадьба (дом-музей, включен в туристический маршрут Курганской области), где можно ознакомиться с бытом местных татар и попробовать местную кухню.
В центре деревни установлен обелиск воинам, павшим в годы Великой Отечественной Войны. Отсюда на фронт ушли около 200 человек, вернулись всего 50.
Напротив мечети расположен вновь отстроенный Центр татарской культуры, библиотека, медицинский пункт. Для занятий спортом построен стадион с трибунами и детской площадкой.
В центре татарской культуры  проводятся праздничные мероприятия, под руководством Иксановой Рании Рифкатовны, работает секция настольного тенниса, под руководством знаменитого тренера Султангаряева Амира Сафеевича, воспитавшего не одно поколение спортсменов, победителей соревнований Курганской области и УрФО. В библиотеке центра представлена литература на русском и татарском языках, где любой желающий может ознакомится с произведениями как А.С. Пушкина и М. Ю. Лермонтова, так и Габдуллы Тукая и Мусы Джалиля.
Обучение детей проводится в соседней деревне Иванково, куда регулярно курсирует автобус, приобретённый на средства меценатов. В школе, кроме основных предметов, проводится обучение родному языку.
Очень много сделано при поддержке предпринимателя, коренного жителя деревни Учкулево, Юнусова Марата Равильевича.
http://www.uchkulevo.ru/
https://vk.com/schabai45klub

## География
Деревня находится на юго-западе Курганской области, в пределах южной части Западно-Сибирской равнины, в лесостепной зоне, на берегах малых озёр Ялангач, Селекле и Ясаклы, на расстоянии примерно 17 километров (по прямой) к северо-западу от села Альменева, административного центра района. Абсолютная высота — 172 метра над уровнем моря.
Климат
Климат характеризуется как континентальный с недостаточным увлажнением, холодной малоснежной зимой и тёплым сухим летом. Средняя многолетняя температура самого холодного месяца (января) составляет −17,7°С, температура самого тёплого (июля) — +25,2°С. Среднегодовое количество осадков — 370—380 мм. Снежный покров держится в течение 150—160 дней в году.
Часовой пояс
Деревня Учкулево, как и вся Курганская область, находится в часовой зоне МСК+2. Смещение применяемого времени относительно UTC составляет +5:00.

## Население
| 1891 | 1900 | 1916  | 1926  | 1989 | 2002 | 2010 |
| ---- | ---- | ----- | ----- | ---- | ---- | ---- |
| 1000 | ↘872 | ↗1146 | ↗1190 | ↘366 | ↘328 | ↘256 |

По данным переписи 1926 года в деревне проживало 1190 человек (556 мужчин и 634 женщины), в том числе: татары составляли 100 % населения.
Гендерный состав
По данным Всероссийской переписи населения 2010 года в гендерной структуре населения мужчины составляли 48,8 %, женщины — соответственно 51,2 %.
Национальный состав
Согласно результатам Всероссийской переписи населения 2002 года, в национальной структуре населения татары составляли 87 %.

## Улицы
Уличная сеть населённого пункта состоит из пяти улиц.
ул. Центральная (Сырлы урамы);
ул. Набережная (Габдулла Тукай урамы);
ул. Зелёная (Чат урамы);
ул. Лукмана (Лукман урамы);
ул. Муштай (Муштай урамы).